# NoCopyrightSounds
NoCopyrightSounds (abreviado como NCS, y traducido al español como Sonidos Sin Copyright) es un sello discográfico fundado por Billy Woodford en 2011. El sello fue creado como un medio para encontrar música libre de regalías que pudiera ser usada en los videojuegos.
NCS lanza música creada por una variedad de músicos diferentes.  Toda la música lanzada por NCS puede ser usada libremente en YouTube y Twitch con la atribución apropiada. El sello pública principalmente música que pertenece al género electronic dance music (EDM, por sus siglas en inglés), así como también otra música similar de temática alternativa.
A pesar del nombre del sello, algunas canciones han sido retiradas debido a la expiración del contrato, principalmente antes de que NCS se volviera un sello dedicado al uso libre de canciones a finales de diciembre del 2013. Las reclamaciones de derechos de autor infundadas que comprometían al sello han sido solucionadas.

## Visualizadores y géneros
Los vídeos de NoCopyrightSounds están acompañados por un visualizador de audio en el lado derecho de la pantalla. Tiene forma de círculo y vibra con el sonido de la música, así como reacciona a diferentes frecuencias por el tamaño del círculo, y los círculos y líneas que se mueven dentro del mismo. Los visualizadores son de diferentes colores; los colores muestran qué género es la canción. La mayoría de los géneros presentados por NoCopyrightSounds tienen colores diferentes para su visualizador de audio respectivo. Sin embargo, hay algunas excepciones. Future House y Future Bass compartían el visualizador púrpura hasta 2015, y lo mismo para Bass y Hardstyle. A veces esto cambia; por ejemplo future house utiliza blanco, y future bass ha utilizado amarillo.
| Color         | Género                                                |
| ------------- | ----------------------------------------------------- |
| Rojo          | Drumstep                                              |
| Naranja       | Indie Dance                                           |
| Amarillo      | House                                                 |
| Verde         | Trap                                                  |
| Turquesa      | Melodic Dubstep / Chillstep                           |
| Verde Azulado | Phonk                                                 |
| Menta         | Glitch hop                                            |
| Lila          | Future Bass                                           |
| Azul          | Dubstep                                               |
| Morado        | Future House                                          |
| Rosa          | Drum and Bass                                         |
| Blanco        | Cualquier género (antes se usaba solo para Hardstyle) |
| Negro         | Género misceláneo                                     |

## Éxito

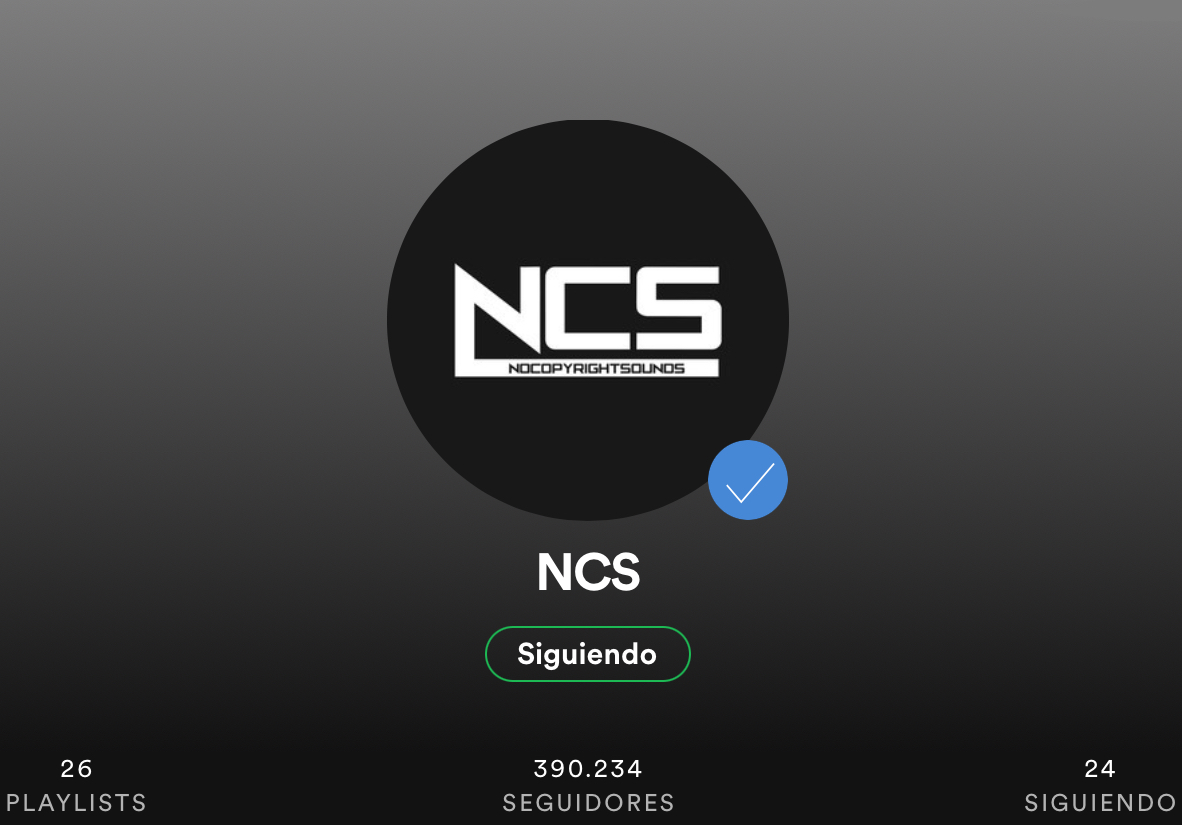

### Álbumes de recopilación
| Título                           | Detalles                                                            |
| -------------------------------- | ------------------------------------------------------------------- |
| NCS: Uplifting                   | - Lanzado: 7 de diciembre de 2014 - Formatos: descarga digital      |
| NCS: Infinity                    | - Lanzado: 31 de julio de 2015 - Formatos: descarga digital, CD     |
| NCS: The Best of 2015            | - Lanzado: 18 de diciembre de 2015 - Formatos: descarga digital     |
| NCS Is Love, NCS Is Life, Vol. 1 | - Lanzado: 18 de julio de 2016 - Formatos: descarga digital         |
| NCS: The Best of 2016            | - Lanzado: 16 de diciembre de 2016 - Formatos: descarga digital, CD |
| NCS: The Best of 2017            | - Lanzado: 15 de diciembre de 2017 - Formatos: descarga digital     |

El día 15 de noviembre de 2021, NCS anunció que no consiguió renovar el contrato con Alan Walker por sus canciones "Fade", "Force", y "Spectre", pasando estas a ser propiedad de Sony Music.
A pesar de ello, el 7 de abril de 2023, Alan volvió a firmar con NCS para lanzar su canción "Dreamer". Sin embargo, sus otras canciones siguen sin ser restauradas en NCS, pero están disponibles en el canal de YouTube de Alan.

Estos son los tres vídeos más populares de NoCopyrightSounds en la actualidad: 

1. Cartoon - On & On (feat. Daniel Levi)
2. Janji - Heroes Tonight (feat. Johnning)
3. DEAF KEV - Invincible